# Í blóði og anda
Í blóði og anda (islandski: "U krvi i duhu") debitantski je studijski album islandskog post-metal sastava Sólstafir. Album je 8. siječnja 2002. godine objavila diskografska kuća Ars Metalli. Izdavač je propao ubrzo nakon njegove objave te je album već nakon samo par mjeseci postao raritetom.

## Popis pjesama
| 1.    | »Undir jökli (Vetrarins dauðu sumarblom)« (Pod ledenjakom (Zimsko mrtvo ljetno cvijeće)) | 4:35  |
| 2.    | »Í blóði og anda« (U krvi i duhu)                                                        | 4:28  |
| 3.    | »The Underworld Song«                                                                    | 4:20  |
| 4.    | »Tormentor«                                                                              | 2:01  |
| 5.    | »2000 ár« (2000 godina)                                                                  | 4:16  |
| 6.    | »Ei við munum iðrast« (Nećemo se pokajati ni za što)                                     | 9:04  |
| 7.    | »Bitch in Black«                                                                         | 8:26  |
| 8.    | »Í víking« (Viking)                                                                      | 9:01  |
| 9.    | »Árstíðir dauðans« (Doba smrti)                                                          | 10:33 |
| 56:44 |                                                                                          |       |

## Zasluge
Sólstafir
- Aðalbjörn Tryggvason – klavijature (na pjesmi 9), vokali, gitara
- Guðmundur Óli Pálmason – bubnjevi
- Svavar Austman – bas-gitara

Dodatni glazbenici
- Sigurður Harðarsson – prateći vokali (na pjesmi 4)
- Sigurgrímur Jónsson – prateći vokali (na pjesmi 4)
- G. Falk – solo gitara (na pjesmi 4)
- Hulda "Dula" – vokali (na pjesmi 9)
- Hörður Óttarsson – klavir (na pjesmama 6 i 8)
- Kola Krauze – vokali (na pjesmi 7)
- Svabbi – prateći vriskovi (na pjesmi 6)
- Pjúddi G. – prateći vriskovi (na pjesmi 6)

Ostalo osoblje
- Finnur Hákonarson – miksanje, mastering
- Hörður Óttarsson – inženjer zvuka
- Sigvaldi Jónsson – omot albuma
- Verner Wellsandt – naslovnica